# Koliva

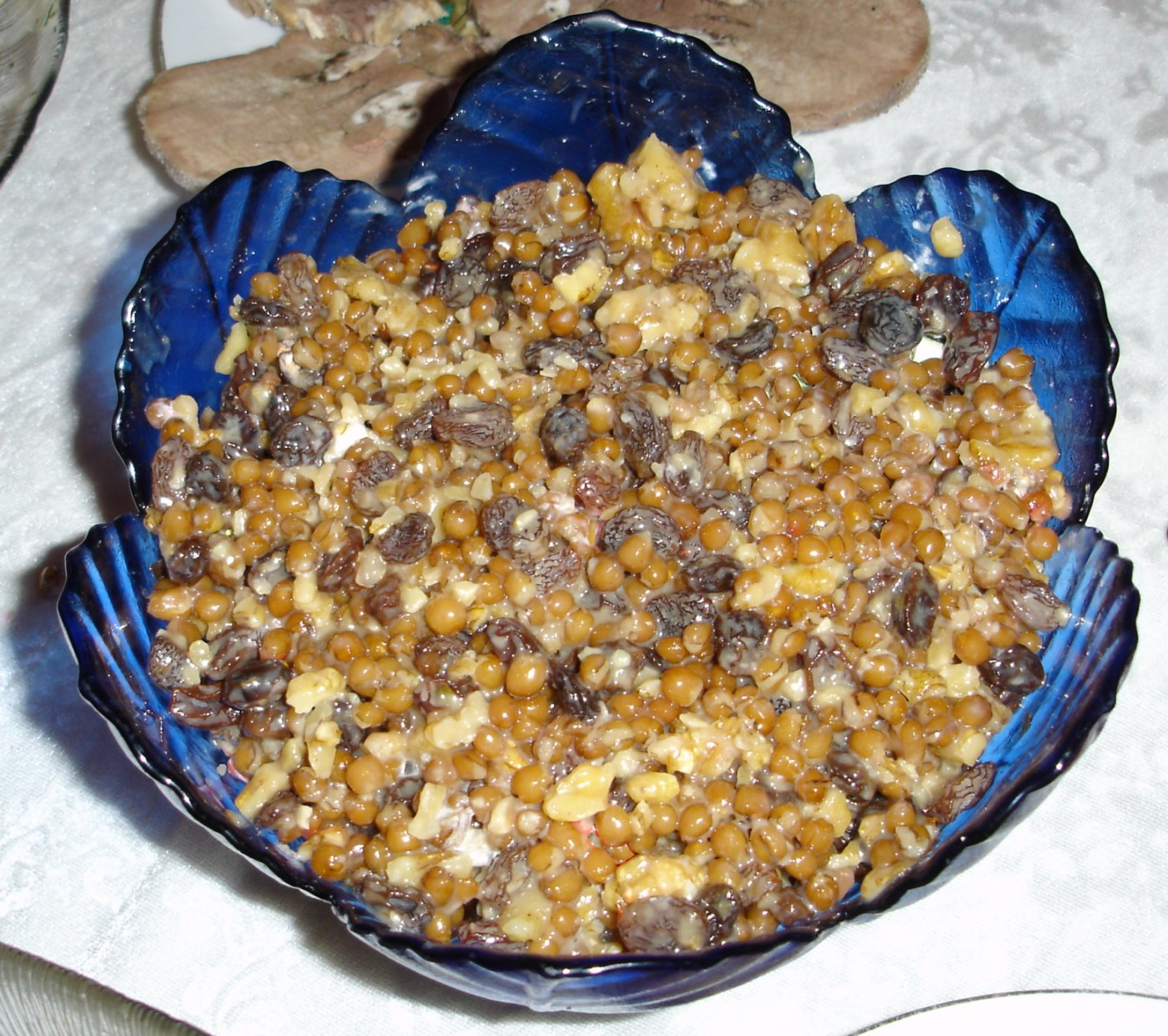
Koliva de cereales.

Koliva (también transliterado a veces como Kolyva) (griego, κόλλυβα, kólliva; ruso, кутья, коливо, kutiá, kólivo; serbio, кољиво, koljivo; rumano, colivă; búlgaro, коливо, kolivo) es grano de trigo cocido que se emplea en la liturgia Ortodoxa y en las Iglesias Greco-Católicas. Este alimento ritual se ofrece tras la memoria de la Divina Liturgia llevada a cabo tras varios intervalos de la muerte de una persona; tras su funeral; durante la mnemosyna - servicios religiosos ortodoxos en el funeral-; el viernes de la Gran Cuaresma, en la Slavas, o en mnemosyna durante la Navidad. 